# Vangen (Understed Sogn)
 For alternative betydninger, se Vangen. (Se også artikler, som begynder med Vangen)
Vangen ligger i Vendsyssel og er en lille landsby og et industriområde i Understed Sogn, Frederikshavn Kommune, ca 6 kilometer syd for Frederikshavn by. Vangen hører til Region Nordjylland.
Området er primært industriområde med transportcenter og mindre håndværksvirksomheder men har også enkelte beboelser. Vangen grænser umiddelbart op til et andet lille bysamfund; Haldbjerg. 
Vangen var oprindeligt et trinbræt på den nedlagte banestrækning mellem Sæby og Frederikshavn. Trinbrættets navn var Understed.
Vangen er desuden et endepunkt for Frederikshavnmotorvejen og dermed den nordligste del af E45's kontinentale motorvejsstrækning, der går uafbrudt til Bologna i Italien.
57°23′20″N 10°30′30″Ø / 57.3889°N 10.5083°Ø